# Стемфорд Рафлз
Стемфорд Рафлз (англ. Sir Thomas Stamford Raffles) (6 липня 1781 — 5 липня 1826) — британський державний діяч, відомий як засновник міста Сінгапура та Лондонського зоопарку. Він також брав активну участь у відвоюванні частини індонезійського острова Ява від голландських і французьких військових сил під час наполеонівських воєн і сприяв розширенню Британської імперії.

## Біографія
Сер Томас Стемфорд Бінглі Рафлз був віце-губернатором Яви з 1811 до 1815 року і віце-губернатором Суматри з 1818 по 1824. У 1819 році він заснував місто Сінгапур. Він відзначався ліберальним ставленням до народів, що перебували під колоніальним пануванням, строгим придушенням работоргівлі і завзяттям у зборі історичної та наукової інформації. Рафлз був також першим президентом Лондонського зоологічного товариства та автором книги «Історія Яви», опублікованої в 1817 році. Зібрав багато зоологічних та ботанічних зразків.

## Описані види

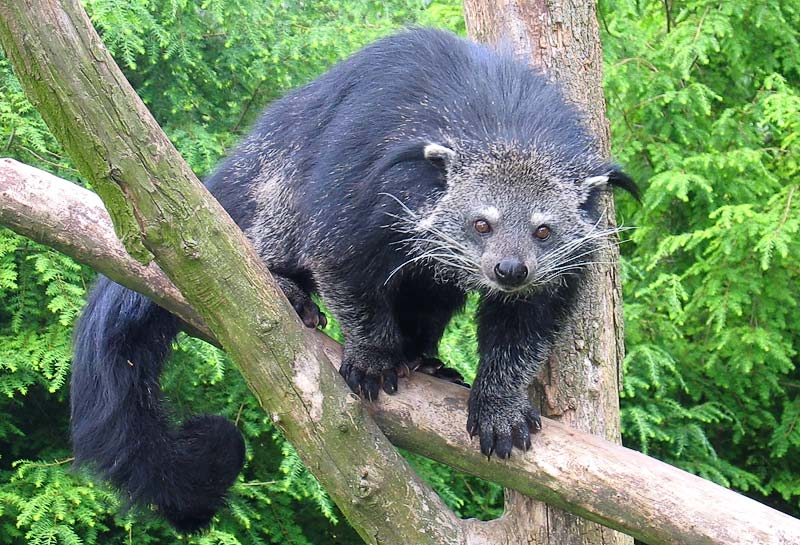
Бінтуронг
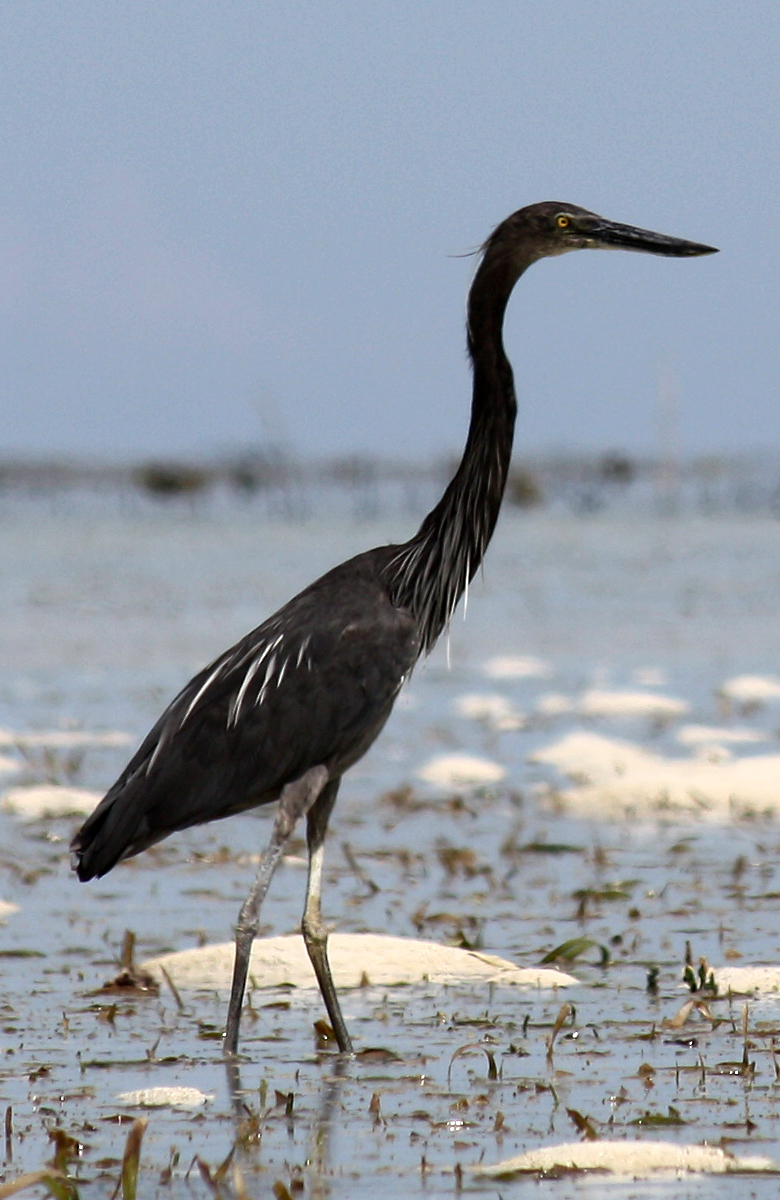
Ardea sumatrana
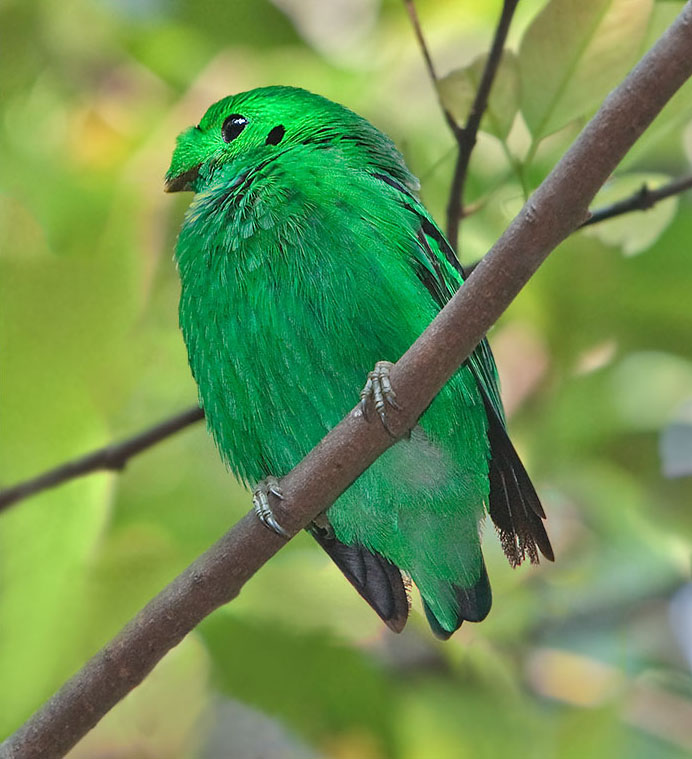
Calyptomena viridis
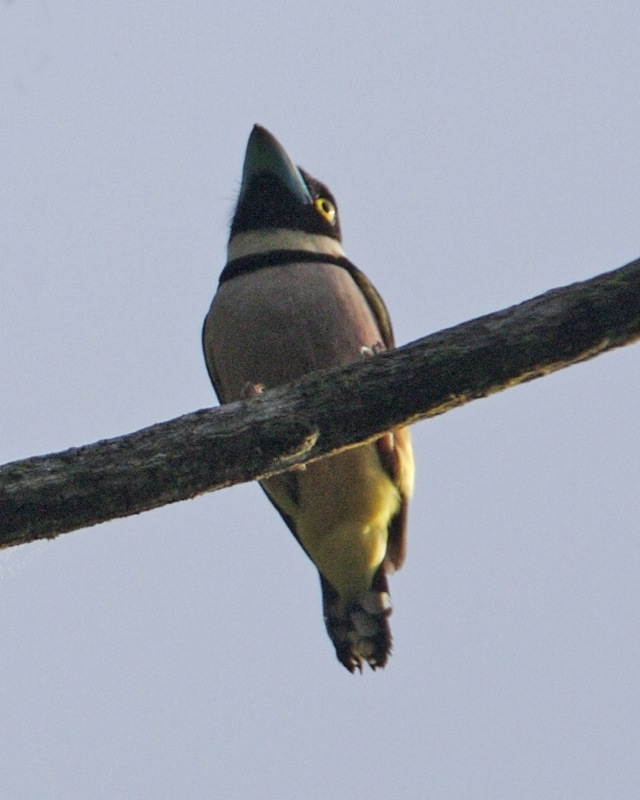
Eurylaimus ochromalus
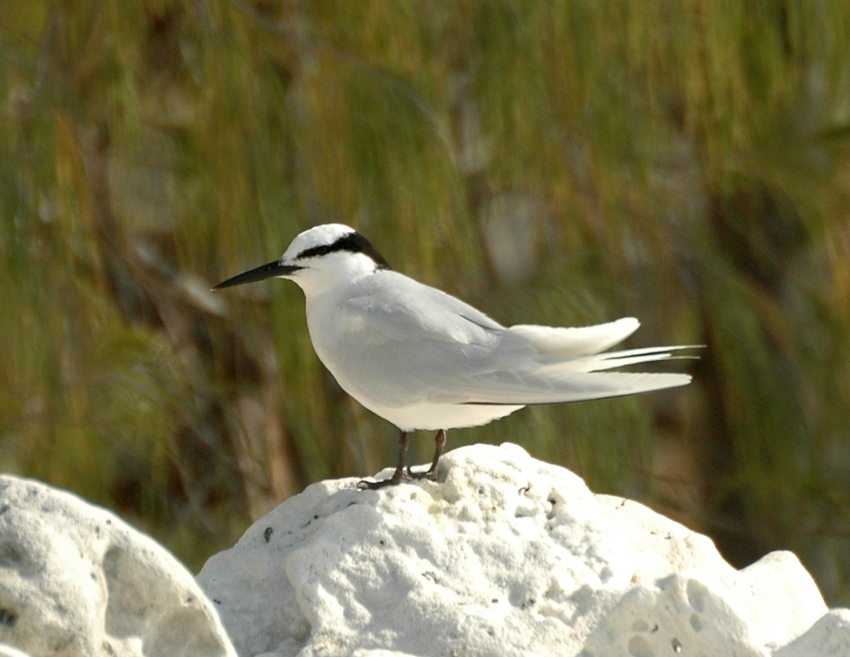
Sterna sumatrana
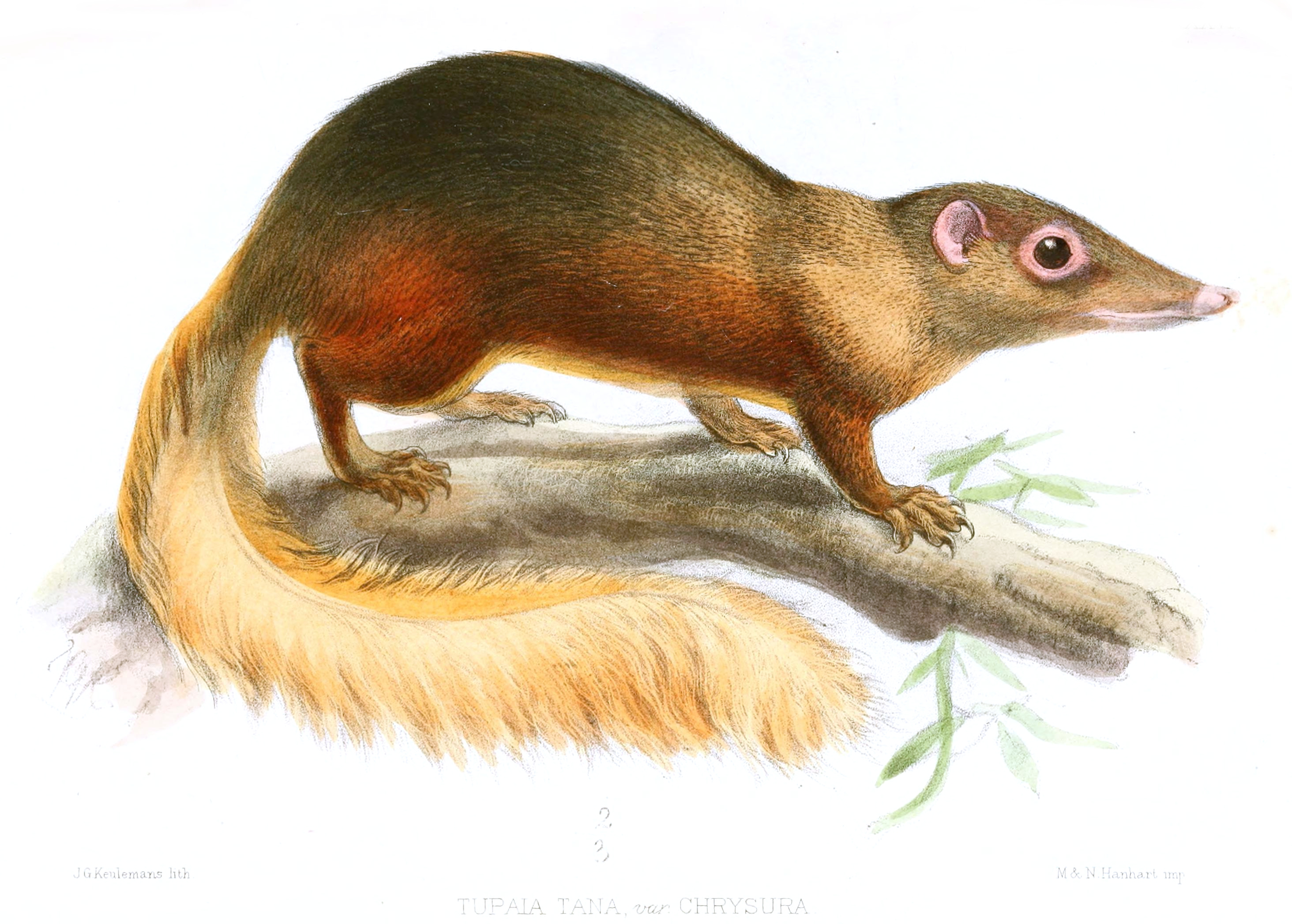
Tupaia tana

## Види названі на честь вченого

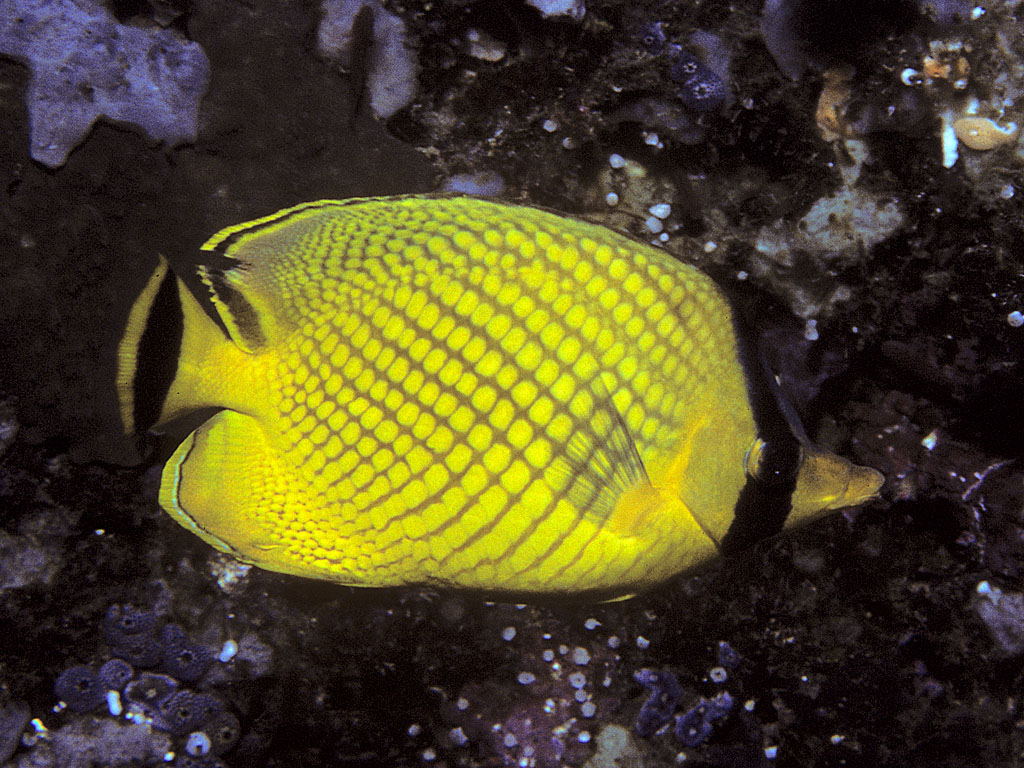
Chaetodon rafflesii